# Međunarodna komisija za sliv rijeke Save
 Međunarodna komisija za sliv rijeke Save (ISRBC) uspostavljena je za potrebe implementacije Okvirnoga sporazuma o slivu rijeke Save (FASRB) odnosno, da omogući suradnju strana FASRB u realizaciji tri glavna cilja:
- uspostavljanje međunarodnog režima plovidbe na rijeci Savi i njezinim plovnim pritokama;
- uspostavljanje održivog upravljanja vodama;
- poduzimanje mjera za sprječavanje ili ograničavanje opasnosti.

kroz niz aktivnosti koje uključuju:
- usklađivanje razvoja zajedničkih/integriranih planova za sliv rijeke Save, kao što su Plan upravljanja slivom rijeke Save, Plan upravljanja rizicima od poplava i Plan sigurnosti;
- usklađivanje uspostavljanja integriranih sistema za sliv rijeke Save, kao što su GIS, RIS (Riječni informacjski servisi) te Sustavi nadzora, predviđanja i ranog upozorenja (za sprječavanje nezgoda i nadzor, te za zaštitu od poplava);
- priprema i realizacija razvojnih programa i ostalih strateških dokumenata, provođenje i koordinacija pripreme studija i projekata;
- harmonizacija nacionalnih propisa s EU propisima;
- izrada dodatnih protokola za FASRB;
- suradnja i sudjelovanje javnosti.

ISRBC je međunarodna organizacija koja se sastoji od 4 države članice (Bosna i Hercegovina, Hrvatska, Srbija i Slovenija) osnovana 2005. godine.
S ciljem implementacije FASRB,  ISRBC je dat mandat za donošenje odluka na polju plovidbe i preporuka na polju upravljanja riječnim slivom.

## Vanjske poveznice
- Službena stranica ISRBC-a
- Inicijativa Pakta za stabilnost s ciljem uspostavljanja i razvoja međunarodno priznatih partnerstava između četiri države na slivu rijeke Save: the International Sava Basin Commission.  Arhivirana inačica izvorne stranice od 14. kolovoza 2009. (Wayback Machine)